# Saga mot verklighet
Saga mot verklighet är en bok för lajvarrangörer. Boken skrevs 1998 utifrån erfarenheterna efter lajvarrangemanget Nyteg av Henrik Summanen och Tomas Walch.